# 멋진 일요일
멋진 일요일(素睛らしき日曜日, Wonderful Sunday)은 일본에서 제작된 구로사와 아키라 감독의 1947년 드라마, 멜로/로맨스 영화이다. 누마사키 이사오 등이 주연으로 출연하였고 모토키 소지로 등이 제작에 참여하였다.

## 출연

### 주연
- 누마사키 이사오
- 나카키타 치에코

### 조연
- 아츠시 와타나베
- 스가이 이치로
- 시미즈 마사오
- 고바야시 토쿠지
- 미주타니 시로
- 사카이 사치오

## 제작진
- 미술: 쿠보 카즈오